# 李封街道
李封街道，是中华人民共和国河南省焦作市中站区下辖的一个乡镇级行政单位。

## 行政区划
李封街道下辖以下地区：
怡光社区、紫荆社区、衡苑社区和向阳社区。